# سم شپرد
ساموئل «سم» شپرد راجرز چهارم (به انگلیسی: Samuel Shepard Rogers IV) (زاده ۵ نوامبر ۱۹۴۳ – درگذشتهٔ ۲۷ ژوئیه ۲۰۱۷) نمایش‌نامه‌نویس، کارگردان و بازیگر آمریکایی بود. شپرد در طول زندگی حرفه‌ای اش بیش از ۴۰ نمایش‌نامه نوشت.

## فعالیت‌های هنری
سم شپرد برای نخستین‌بار در سال ۱۹۷۱ با نمایش دهان کابوی مورد توجه قرار گرفت.
از جمله فیلم‌های او می‌توان به چیزهای درست، بلک‌تورن، حماقت برای عشق، باندیداس، ماگنولیاهای فولادی، پرونده پلیکان اشاره کرد. او یکی از نویسندگان فیلم‌نامه فیلم پاریس، تگزاس بود. او در سال ۱۹۷۹ برای نمایش‌نامه کودک مدفون جایزه پولیتزر را دریافت کرد.
سم شپرد علاوه بر نمایشنامه، داستان کوتاه هم می‌نوشت.

## فیلم‌شناسی
فهرست برخی از فیلم‌هایی که سم شپرد در آن‌ها به ایفای نقش پرداخته‌است:
- روزهای بهشت
- رستاخیز
- مرد ژنده
- فرانسیس
- مردان واقعی
- روستا
- حماقت برای عشق
- جنایت‌های دل
- ماگنولیاهای فولادی
- پرونده پلیکان
- همه اسب‌های زیبا
- هملت
- قول
- اره‌ماهی
- سقوط شاهین سیاه
- دفترچه خاطرات
- باندیداس
- نهان
- تار شارلوت
- قتل جسی جیمز به‌دست رابرت فورد بزدل
- برادران
- بازی منصفانه
- تنفس
- بلک‌تورن
- خانه امن
- کشتار با لطافت
- ماد
- ساوانا
- آگوست: اوسیج کانتی
- خارج از کوره
- سرمای جولای
- ایتاکا
- ویژه نیمه‌شب
- در نبردی مشکوک
- شوهر تصادفی
- بارش برف روی سروها
- نیا در بزن
- گذرگاه امن
- تندردل
- افق کور
- فرشته روشن

## آثار به فارسی
در ایران مجموعه داستان خواب خوب بهشت (نشر ماهی) به انتخاب و ترجمه امیرمهدی حقیقت از او به فارسی منتشر شده‌است. همچنین نمایش‌نامه خدای دوزخ توسط وازریک درساهاکیان به فارسی ترجمه شده‌است. دیگر نمایش‌نامه‌های او که به فارسی ترجمه شده‌اند می‌توان به «نفرین طبقه گرسنه»، «غرب واقعی»، «مادر ایکاروس» و «کودک مدفون» اشاره کرد.

## درگذشت
سم شپرد در ۲۹ ژوئیه ۲۰۱۷ در ۷۳ سالگی درگذشت. خانواده وی گفته‌اند که او روز پنجشنبه در مزرعه‌اش در کنتاکی درگذشت. شپرد از بیماری ای ال اس که بیماری سیستم عصبی است رنج می‌برد. از او دو فرزند به جا مانده‌است.